# Papi酱
Papi酱（1987年2月17日—），本名姜逸磊，生于上海，中国大陆网络红人，毕业于中央戏剧学院导演系。2016年因以变声形式发布原创影片而被人熟知，被誉为“2016年第一网红”。

## 人物经历
Papi酱曾就读于上海市第三女子中学，因当时依靠校内女子管乐团的萨克斯绝技，所以她的高考成绩加了20分，成为保送生。2000年曾发表《〈命运〉告诉我许多》的文章。2005年考入中央戏剧学院导演系本科，曾先后任某娱乐网站网络主持人、北京电影学院导演系毕业作业胶片短片副导演和女主角、上海电视台体育频道《健康时尚》编导及配音及上海话剧艺术中心话剧《马路天使》导演助理。而她父亲姜鹏飞是一名职业编辑，昵称“海巴子”，以文史作品为主。写过《澳大利亚远征军：八国联军的帮凶》、《抵制美货与百年华洋冲撞》、《华人之灾与“鼠疫”谎言》等长文。演员周冬雨就讀北京電影學院時，Papi醬也为她的論文提供指導。
2012年，Papi酱开了微博帳號，尝试过编文字段子，制作搞笑GIF，出现在天涯论坛，在bilibili担任up主。
2015年10月，papi酱在网上上传原创短影片，以一个大龄女青年形象对日常生活进行吐槽。
2015年11月11日，她的作品《喜迎双十一》在朋友圈、微博、秒拍等各大社交平台被转发。
2016年3月，真格基金、罗辑思维、光源资本和星图资本向papi酱分别投资人民幣500万、500万、100万和100万共计1200万元融资。
2016年4月21日，papi酱在获得了第一笔1200万融资之后，罗辑思维创始人罗振宇和papi酱的合伙人杨铭等人一同决定对其第一次广告（papi酱影片贴片广告，将出现在主影片之后的彩蛋部分）进行拍卖。此番乃是其整改后的首次招商。最终以2200万人民币卖出。此后宣布这笔巨款将捐赠给母校中央戏剧学院，并在协商后于一年后兑现。
2016年7月6日，Papi酱获得中央戏剧学院导演系的硕士学位。同月Papi醬成立個人工作室「逸磊影視文化傳播新沂工作室」。
2016年7月11日，Papi酱首次开网络直播。在一个半小时的直播中，共有2000万人次观看，打赏的收入折合人民币90余万元。
2016年11月23日，Papi酱的合伙人确认之前参与投资的罗辑思维已经撤资。
2018年6月21日，正式担任百度App首席内容官。
2021年10月，Papi酱的個人工作室停止運作。
2024年5月，不再担任北京春雨听雷网络科技有限公司董事职务。

## 家庭生活
Papi醬在2014年与大学同学徐斌（老胡）结婚，二人早在2009年相识。
Papi醬於2019年11月14日發佈影片官宣懷孕喜訊。
2020年3月4日，Papi酱在微博官宣生子。

## 主要作品

### 影视作品
- 《妖铃铃》[15][16]
- 《繁花》 饰 菱紅[17]

### 综艺节目
- 《吐槽大会》第二季第二期，综艺首秀[18]。在该节目中，papi酱首次对罗辑思维撤资事件进行公开回应[19]。
- 《快乐大本营》2017年12月23日[20]
- 《奇葩说 第五季》嘉宾[21]（第4、5期）。
- 《拜託了冰箱 第五季》（2019年）
- 《明星大侦探 第五季》（2019年）0-2集
- 《再見愛人》 第三、四季（2023-2024年）觀察室催更團成員

### 其他
- 2016年7月11日，直播首秀，全网在线人数超过2000万[22]。

## 相关事件
2016年4月18日，Papi酱系列影片因节目中时常出现粗口，被广电总局勒令下线整改。